# Raków (gmina w powiecie jędrzejowskim)
Raków – dawna gmina wiejska istniejąca do 1954 roku w woj. kieleckim. Siedzibą władz gminy był Raków. 
W okresie międzywojennym gmina Raków należała do powiatu jędrzejowskiego w woj. kieleckim. 1 kwietnia 1923 od gminy Raków odłączono osadę młyńską Całoszyń, którą włączono do Jędrzejowa.
Po wojnie gmina zachowała przynależność administracyjną. Według stanu z dnia 1 lipca 1952 roku gmina składała się z 19 gromad: Borki, Brus, Chwaścice, Dalechowy, Gozna, Jasionna, Kotlice, Kulczyzna, Lścin, Łączyn, Łysaków-Dziadówki, Łysaków Kawęczyński, Łysaków pod Lasem, Mokrzko Dolne, Mokrzko Górne, Podlaszcze, Raków, Węgleniec i Wolica.
Jednostka została zniesiona 29 września 1954 roku wraz z reformą wprowadzającą gromady w miejsce gmin. Po reaktywowaniu gmin z dniem 1 stycznia 1973 roku gminy Raków nie przywrócono, a jej dawny obszar wszedł głównie w skład gminy Jędrzejów w tymże powiecie i województwie.